# Jan Frans van de Velde (hoogleraar)
Jan Frans van de Velde (Beveren-Waas, 5 maart 1743 – aldaar, 9 januari 1823) was een Zuid-Nederlands hoogleraar, polemist en bibliofiel. Hij was de laatste bibliothecaris van de bibliotheek van de Universiteit Leuven voor de sluiting in 1797.

## Levensloop
Jan Frans van de Velde kwam uit het huwelijk van Mathieu van de Velde en Cathérine van Boyenacker en ging naar school in Herentals en Geel. In 1761 begon hij een opleiding aan de pedagogie van het Varken in Leuven, wat nu overeen komt met het middelbaar onderwijs. Vervolgens haalde hij in 1772 zijn licentie en kreeg hij de functie van bibliothecaris aan de universiteit. Verder haalde hij drie jaar later zijn doctoraat in de theologie, waarna hij in 1776 de benoeming tot hoofd van het Hollands college in Leuven ontving. Die titel ruilde hij in 1783 in voor die van president van het Heilige Geestcollege. Tot slot kon hij in 1778 de titel van rector van de universiteit van Leuven op zijn palmares schrijven. 
Als bibliothecaris zorgde van de Velde voor een verrijking van de bibliotheek. Zo vermeerderde hij de collectie met ongeveer 16 600 exemplaren. In 1773 hief paus Clemens XIV de jezuïetenorde op, wat een verbrokkeling van de jezuïetenbibliotheken als gevolg gaf. Daardoor kreeg de bibliothecaris via veilingen verschillende exemplaren van jezuïetenwerken in handen. Verder ondernam hij een volledige administratieve reorganisatie van de bibliotheek, waar hij de hele collectie probeerde te ordenen volgens chronologie, volgens alfabetische volgorde of thematisch. 
In 1779 steunde hij de ultramontanen in hun conflict met de jansenisten. Ultramontanen zagen de bisschop van Rome, de paus, als diegene met de absolute macht  binnen de kerk. Jansenisten verwierpen de pauselijke onfeilbaarheid en Maria's onbevlekte ontvangenis en hadden strengere regels in verband met het toedienen van de sacramenten. Van de Velde voerde een discussie met canonist en jansenist Josse Le Plat over het huwelijksrecht, en verzette zich tegen de plannen van de regering voor een burgerlijk huwelijk. Hij werd samen met de bisschop Wellens woordvoerder van de ultramontanen in het verzet tegen de regering.
Hij werd afgezet en verbannen van de universiteit in 1788, omdat zijn ultramontaanse houding door de andere professoren van Leuven, grotendeels trouw aan de jansenistische en gallicaanse geest van deze universiteit, niet aanvaard was. 
Tijdens die verbanning zat van de Velde echter niet stil en onderzocht hij de geschiedenis van kerkvergaderingen die op het grondgebied van het huidige België plaatsvonden. Een jaar later keerde hij samen met de andere verbannen professoren terug naar Leuven en nam van de Velde zijn titel terug als hoofd van het college. Tijdens de Brabantse Omwenteling van 1789 tot 1790, die leidde tot het kortstondig bestaan van de Verenigde Nederlandse Staten, verzette hij zich tegen de hervormingen van Jozef II. Na de Brabantse omwenteling speelde Jan Frans een rol in de onderhandelingen met het Oostenrijkse bestuur aangaande de teruggave van een aantal boeken en rechten aan de universiteit.
Wanneer in november 1792 de Fransen in Leuven binnenvielen, begon hij een verzet. Daarin zat niet alleen de universiteit, maar ook de nationale clerus die de religieuze politiek van de Franse republiek niet goedkeurde. Die religieuze politiek baseerde zich op het gallicanisme. De universiteit bleef gedurende die inval wel open. Bij de tweede Franse bezetting in 1794 bracht de bibliothecaris het archief en zilverwerk naar Rotterdam en Altona. Daardoor redde hij verschillende collecties van de Fransen. 
Bij wet van 15 september 1793 werd tot afschaffing van alle colleges en universiteiten van de Franse Republiek beslist, hoewel de universiteiten in Frankrijk nog actief bleven tot aan de nieuwe wet van 7 ventôse jaar III (25 februari 1795) die in hun plaats de "Écoles Centrales" stichtte, en door een decreet van het Dijledepartement van 25 oktober 1797 werd de afschaffingswet uit 1793 van toepassing op de Leuvense universiteit. Wautier, bureauchef van het Departement van de Dijle, en Charles Antoine de La Serna Santander legden deze beslissing ten uitvoer. Van de Velde, tegenstander van de nieuwe democratische regeringsvorm, om vervolging te vermijden, vluchtte eerst in de Verenigde Provincies en Duitsland, waar hij het werk van Luther en het protestantisme begon te ontdekken.
Met het concordaat van Napoleon en paus Pius VII, keerde van de Velde in 1802 terug naar zijn geboortestad. In 1811 vergezelde van de Velde de bisschop van Gent als raadsman op het nationaal congres van Napoleon en paus Pius VII. Daar gaf van de Velde de paus bewijzen waarom Napoleon geen bisschoppen mocht aanstellen. Daardoor moest hij vervolgens voor vijf maanden in de kerkers van Vincennes verblijven om daarna voor nog eens 27 maanden verplicht in Rethel te leven.
Bij zijn feestelijke terugkeer in Beveren-Waas in 1814 ijverde hij nog voor een heroprichting van de Leuvense universiteit. Die wens resulteerde in 1816 tot een oprichting van een Leuvense rijksuniversiteit, waar een groot aantal professoren doceerden die al hoogleraar waren geweest aan de gesloten oude universiteit van Leuven. Van de Velde weigerde echter om weer bibliothecaris te worden. Een rijksuniversiteit was in zijn ogen tegen de kerk, omdat die volledig door de staat werd ingericht. In datzelfde jaar, gaf hij verschillende bisschoppen nog advies over hun conflict met Willem I der Nederlanden die de invloed van ultramontaanse katholieken wilde inperken. Van de Velde bracht zijn laatste jaren door met het finaliseren van zijn werk over de geschiedenis van kerkvergaderingen op het huidige Belgische grondgebied. Dat resulteerde in 1822, één jaar voor zijn dood, tot Synopsis monumentorum collectionis proxime edendae conciliorum omnium archiepiscopatus Mechliniensis.

## Na zijn dood
Het persoonlijke privéarchief van Jan Frans Van de Velde werd na diens overlijden in 1823 overgemaakt aan het Bisschoppelijk Seminarie te Gent. In 2001 werd op initiatief en door beweging van de Leuvense professor Jan Roegiers en kanunnik Ludo Collin, het archief van Jan Frans Van de Velde overgedragen door het bisdom Gent en in bewaring gegeven aan het Universiteitsarchief van de KU Leuven. Honderd jaar na zijn terugkeer naar Beveren werd er op 10 mei 1914 zijn standbeeld van beeldhouwer Aloïs De Beule feestelijk ingehuldigd. In 1950 moest het zijn plaats in de Stationsstraat afstaan aan een monument voor de gesneuvelde soldaten, en werd het verplaatst naar het Viergemeet. in Beveren is er ook een straat met zijn naam: de Eximius Van de Veldelaan. 